# 지구방위고등학교
《지구방위고등학교》는 대한민국의 애니메이션 제작 회사인 스튜디오 애니멀이 제작 중인 애니메이션 영화다.

## 등장 인물
- 표동철
- 신소희
- 송형직
- 하형준

## 같이 보기
- 스튜디오 애니멀
- 고스트 메신저